# Peperomia saligna
Peperomia saligna är en pepparväxtart som beskrevs av Carl Sigismund Kunth. Peperomia saligna ingår i släktet peperomior, och familjen pepparväxter. Inga underarter finns listade i Catalogue of Life.